# Kościół Niepokalanego Serca Najświętszej Maryi Panny w Kokocku
Kościół Niepokalanego Serca Najświętszej Maryi Panny w Kokocku – zabytkowy rzymskokatolicki kościół filialny w Kokocku, w powiecie chełmińskim, w województwie kujawsko-pomorskim. Należy do parafii w Starogrodzie.

## Historia
Pierwszy, drewniany kościół we wsi zbudowali Krzyżacy w końcu XIV wieku. Obiekt ten wkrótce spłonął. Obecną świątynię zbudowano dopiero w latach 1829-1834 dla miejscowej społeczności ewangelickiej, wcześniej przynależnej do gminy chełmińskiej. Oddano ją do użytku 3 września 1834. W 1855 zniszczyła ją powódź, a odbudowa nastąpiła w 1862. W 1877 dla kościoła odlano w Bochum dwa dzwony z żeliwa. W 1945, po wysiedleniu Niemców i mennonitów, kościół przejął kościół katolicki. W 2012 kościół wyremontowano.
We wsi znajduje się zarośnięty cmentarz pierwotnie mennonicki, później ewangelicki, położony w polu, na północ od osady.

## Architektura
Świątynia szkieletowa (mur pruski), tynkowana i pobielana. Wejście poprzez wieżę drewnianą, od strony lokalnej szosy. Empora obustronna z chórem muzycznym, wsparta na kolumnach doryckich. Dach dwuspadowy kryty dachówką.

## Galeria

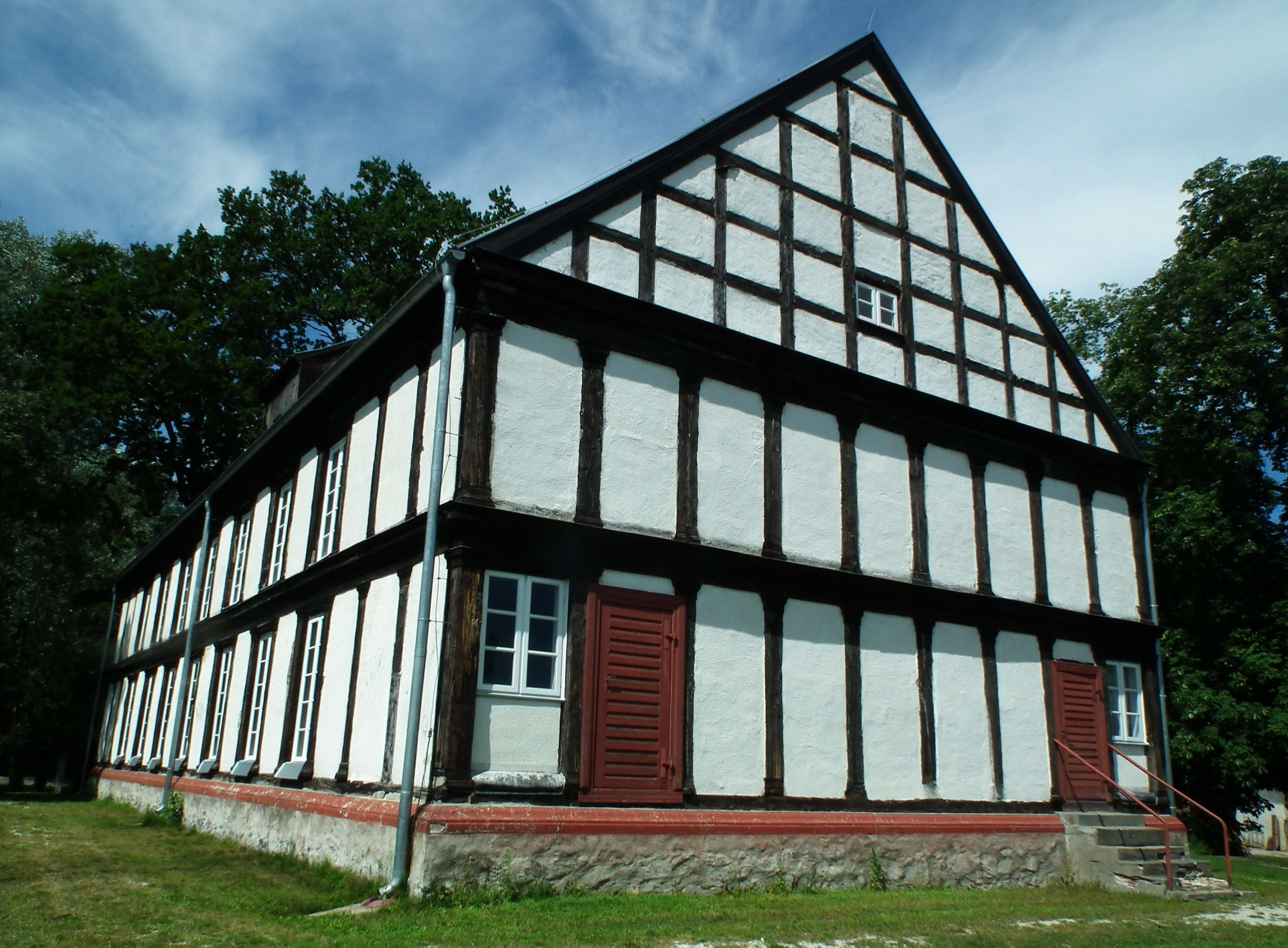
Elewacja tylna
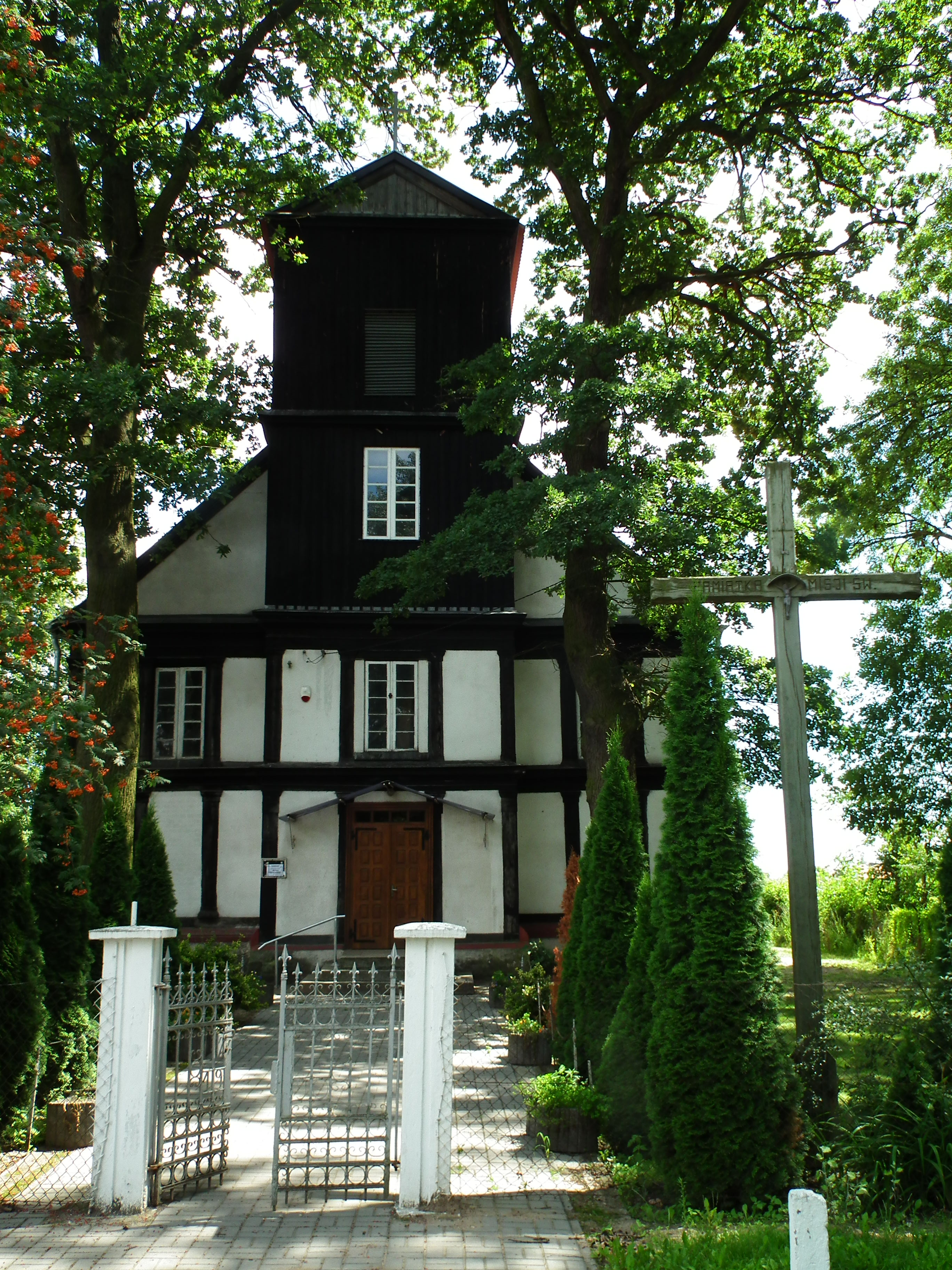
Front
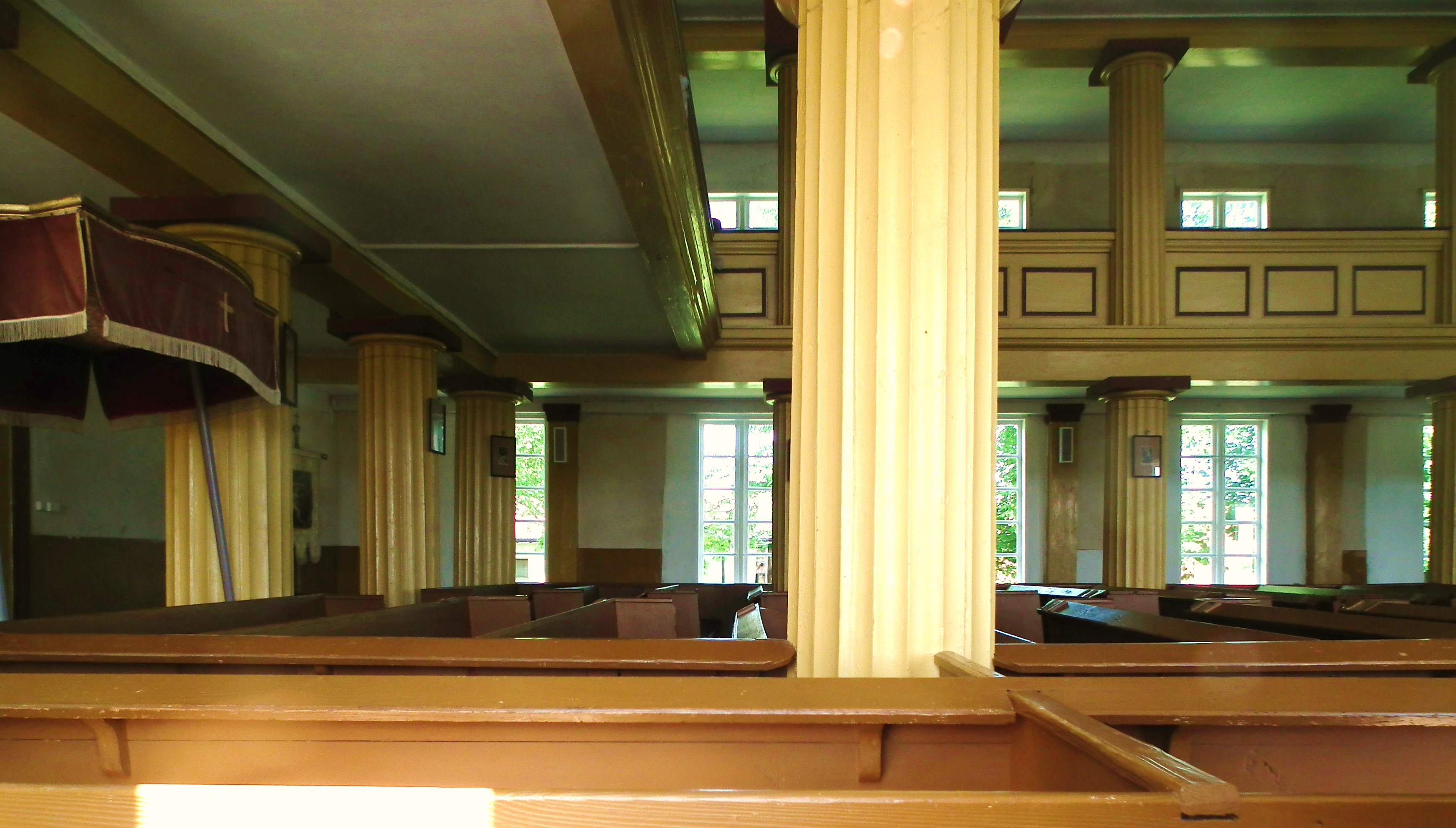
Wnętrze